# Gravura de Sigurdo
A Gravura de Sigurdo (em sueco:  Sigurdsristningen; com as designações oficiais Ramsundsristningen e Sö 101) é uma gravura rupestre com imagens e um texto em caracteres rúnicos, datada para o século XI – durante a Era Viquingue, gravada numa rocha lisa, localizada na proximidade de Sundbyholm, na Södermanland, a 10 km da cidade de Eskilstuna. O nome da gravura deriva das imagens contarem a saga do herói lendário nórdico Sigurdo, conhecido também como Sigurd Fafnesbane, numa versão idêntica à recontada na Edda do islandês Snorri Sturluson do século XIII.

## Texto e gravuras

A Gravura de Sigurdo

Esta gravura rupestre contém imagens contando a saga nórdica saga do herói lendário nórdico Sigurdo, conhecido também como "Sigurdo Matador de Fafner" (Sigurd Fafnesbane), e ainda uma inscrição com runas.

Transliteração:
siriþR kiarþi bur þosi muþiR alriks tutiR urms fur salu hulmkirs faþur sukruþar buata sis.
Tradução:
Sigrid fez esta ponte, mãe de Alrik e filha de Orm, em memória da alma de Holmger, pai de Sigröd, marido dela.
Gravuras:
 Saga do herói lendário nórdico Sigurdo, conhecido também como Sigurdo Matador de Fafner, em acordo com a Edda do islandês Snorri Sturluson do século XIII.
Comentários:
A saga contada por imagens antecede em 200 anos a mesma saga contada pelo islandês Snorri Sturluson no século XIII. O texto é ambíguo, sendo impossível saber quem era o marido de Sigrida – Holmger ou Sigrudo. Ruínas da ponte referida ainda existem em Ramsund.